# Герб Китая
Герб Китая (кит. упр. 中华人民共和国国徽, пиньинь Zhōnghuá Rénmín Gònghéguó guóhuī, палл. Чжунхуа Женьминь Гунхэго гохуэй) — один из государственных символов Китайской Народной Республики. Был принят 20 сентября 1950 года. На нём изображены, в красном круге, Врата Небесного Спокойствия (Тяньаньмэнь) — вход в Императорский город с площади Тяньаньмэнь в Пекине. Эти ворота символизируют древние традиции китайского народа.
Над изображением Ворот располагаются пять звёзд, как на государственном флаге Китая. Круг обрамляют колосья риса и пшеницы, отражающие маоистскую философию аграрной революции. В центре нижней части обрамления расположено зубчатое колесо, символизирующее промышленных рабочих. 
Автор — Линь Хуэйинь.